# Miocardiopatía periparto
La miocardiopatía periparto (Miocardiopatía peripartum), también llamada cardiomiopatía en el puerperio, es una forma rara de insuficiencia cardiaca de etiología desconocida, que se caracteriza por disfunción sistólica del ventriculo izquierdo y que cursa con signos de insuficiencia cardiaca durante el último mes de embarazo o los primeros cinco meses del postparto, en mujeres que no tenían previamente enfermedad cardiaca.

## Epidemiología
Tiene una incidencia de un caso por cada 150.000 embarazos, con mayor incidencia en Haití, con un caso por cada 300 nacidos vivos y en África subsahariana. Es más frecuente en mujeres alrededor de los 30 años, multíparas, afrodescendientes y de escasos recursos. La alta incidencia en Haití y en África parece reflejar que la carencia de micronutrientes tiene alguna relación con la etiopatogenia, siendo la deficiencia de zinc uno de los mecanismos implicados según algunas hipótesis.
Se ha asociado la miocadiopatía periparto con preeclampsia, terapia tocolítica prolongada, con el embarazo gemelar. Tiene mayor presentación en el puerperio.  Más de la mitad de los pacientes que presentan miocardiopatía periparto tiene algún trastorno hipertensivo del embarazo, aunque muchos autores consideran que el fallo cardiaco secundario a cardiopatía hipertensiva por un trastorno hipertensivo del embarazo es diferente de la miocardiopatía periparto.

## Etiología
La causa, mecanismo y patogénesis de la miocardiopatía periparto sigue siendo desconocido, por lo cual se han propuesto varias hipótesis.
Hipótesis autoinmune e inflamatoria: Se ha propuesto una alteración en la inmunidad celular de las pacientes con miocardiopatía periparto con aumento de las células T, e inmunidad innata con una disminución de las células natural killer. Se ha encontrado un aumento de citoquinas proinfalamatorias y factor de necrosis tumoral. 
Hipótesis de la malnutrición: se ha propuesto que la deficiencia de selenio se asocia con la patogénesis de la miocariopatía periparto.
 Hipótesis de la miocarditis: La respuesta inmune humoral atenuada durante la gravidez
favorecería, además de lo ya mencionado, la adquisición de infecciones virales y su replicación, por lo que las miocarditis virales se correlacionarían con la aparición de la enfermedad una vez recuperada la inmunidad, es decir, después del parto. Estos hechos han
sido demostrados por las biopsias endomiocárdicas realizadas a las pacientes que han padecido miocardiopatía periparto, en las que la tasa de detección de este tipo de infecciones se ha logrado demostrar un 30,7% de los casos. Dentro de los virus tipificados que más comúnmente se relacionan con la miocardiopatía periparto se encuentran: Parvovirus B19, Herpes virus 6, Ebstein Barr Virus y Citomegalovirus.
 Teoría de la apoptosis: Hay un aumento de proteínas proapoptóticas, que son las responsables de producir la dilatación de cavidades cardiacas por daño celular de los cardiomiocitos.
 Hipótesis hormonal: Trabajos experimentales sugieren que la miocardiopatía periparto se asocia a la deleción de la transcripción del STAT-3 que se encarga de la regulación de enzimas con acción antioxidante como la manganeso-sodio dismutasa que disminuye los radicales libres. Por lo que en la miocardiopatía periparto hay un aumento de radicales libres, con aumento de la metaloproteinasas y catepsina D las cuales clivan la prolactina y la convierten en una proteína de 16 kDa   la cual se ha visto involucrada en procesos como la apoptosis, la disociación de las estructuras capilares, la vasoconstricción, la inflamación, la disminución de la función cardíaca y la dilatación de las cavidades cardíacas.

## Diagnóstico
Cursa clínicamente como una insuficiencia cardiaca, con disnea de pequeños esfuerzos, disnea paroxística nocturna, ingurgitación yugular, edema de miembros inferiores y dolor torácico, que suele confundirse con los síntomas normales del embarazo. Los criterios diagnósticos de esta entidad son:
- 1.Insuficiencia cardíaca que se desarrolle durante el último mes del embarazo y los primeros 5 meses después del parto.
- 2.Ausencia de otra causa detectable de insuficiencia cardíaca.
- 3.Ausencia de enfermedad cardíaca antes del último mes del embarazo.
- 4.Características ecocardiográficas de disfunción sistólica del ventrículo izquierdo: fracción de eyección <45%, o fracción de acortamiento <30%, con una dimensión ventricular <2,7 cm/m2 en diástole.

## Tratamiento
El tratamiento de la miocardiopatía en el puerperio o miocardiopatía periparto, es igual al manejo habitual de la insuficiencia cardiaca según el último consenso de insuficiencia cardiaca. Se debe manejar los signos y síntomas de bajo gasto, utilizar vasopresores si lo requiere, evitar el uso de inhibidores de la enzima convertidora de angiotensina o bloqueadores del receptor de angiotensina en pacientes embarazadas.

## Pronóstico
Casi El 100% de las pacientes con miocardiopatía periparto asociada a algún trastorno hipertensivo del embarazo recuperan la función ventricular a los 6 meses, sin embargo solo un 30% de las pacientes que no tuvieron algún trastorno hipertensivo durante el embarazo solo logran recuperar la función cardiaca a los 6 meses.